# 杉山俊夫
杉山 俊夫（すぎやま としお、1939年〈昭和14年〉2月2日 - 2003年頃）は、日本の元俳優、元歌手。
父は撮影技師の杉山公平。弟は元俳優の杉山元。

## 人物
東京出身。立命館大学文学部卒。ロカビリー歌手として関西を拠点に活動し、第4回東京ヴィデオ・ホールウエスタンカーニバル（1957年）に出演した。
1959年6月に日活の専属となり、俳優としてデビュー。音楽活動も並行して行い、シングルをリリース（後述）したほか、1962年にはギタリストとして、日活の俳優仲間であった和田浩治（ドラムス）、木下雅弘（ベース）、山内賢（ギター）、実弟の杉山元（ギター）とともにバンド「ヤング・アンド・フレッシュ」を結成。
1970年代前半に俳優を引退。2003年5月、赤木圭一郎の定期追悼イベント「赤木圭一郎を偲ぶ会」にゲスト出演。日活の発表によると、その後ほどなくして他界したという。

## 出演作品

### 映画
※『高校生無頼控』以外は日活作品
- 海底から来た女（1959年） - 若者グループのひとり
- 無言の乱斗（1959年） - 酒井和則
- 男が命を賭ける時（1959年） - ロカビリー喫茶の歌手
- 「黒い落葉」より 青春を吹き鳴らせ（1959年） - 楽士
- 街に出た野獣（1960年） - 永田
- 事件記者 狙われた十代（1960年） - 山路忠夫
- 十代の狼（1960年） - ジウベ
- 六三制愚連隊（1960年） - 土佐林賢二
- 闇に光る眼（1960年） - 春坊
- 邪魔者は消せ（1960年） - 杉田政
- 拳銃無頼帖 電光石火の男（1960年） - 貞夫
- 俺は銀座の騎兵隊（1960年） - 川田良則
- 地図のない町（1960年） - 敏雄
- 若い突風（1960年） - ロク
- やくざ先生（1960年） - チャリ助
- あした晴れるか（1960年） - 矢巻昌一
- 錆びた鎖（1960年） - 松平政吉
- 都会の空の用心棒（1960年） - 早手の浩
- 善人残酷物語（1960年） - 学生
- 俺の故郷は大西部（1960年） - 達夫
- 処刑前夜（1961年） - 太田三平
- 早射ち野郎（1961年） - 小田
- 都会の空の非常線（1961年） - 浩
- 七人の挑戦者（1961年） - ヘンリー・高橋
- 赤い荒野（1961年） - 隆吉
- 追跡（1961年） - 和夫
- 明日が私に微笑みかける（1961年） - 内山慎次
- 暗黒街の静かな男（1961年） - 堅田勝
- 野獣の門（1961年） - 三木辰次
- 兄貴（1962年） - 健
- 闇に消えた使者（1962年） - 健一
- 夢がいっぱい暴れん坊（1962年） - 鉄夫
- 太陽のように明るく（1962年） - サブ
- ハイティーンやくざ（1962年） - 中川芳夫
- 太陽と星（1962年） - 福本和夫
- 当りや大将（1962年） - 軍曹
- ひとりぼっちの二人だが（1962年） - ちょうちん
- 若い旋風（1962年） - 主役 香川猛
- 海の鷹（1963年） - 杉本
- 空の下遠い夢（1963年） - リー・ピン
- 若旦那日本晴れ（1963年） - 生島和夫
- 非行少女（1963年） - 竜二
- 銀座の次郎長（1963年） - 横川鉄夫
  - 銀座の次郎長
  - 銀座の次郎長 天下の一大事
- 煙の王様（1963年） - 河田徹夫
- 男の紋章（1963年） - 作次
  - 続男の紋章
  - 男の紋章 風雲双つ竜
  - 新・男の絞章 度胸一番（1964年）
  - 男の紋章 花と長脇差（1964年）
- 光る海（1963年） - 木村健五
- こんにちは赤ちゃん（1964年） - 小松実
- 花嫁は十五才（1964年） - 井神
- 若い港（1964年） - 桐林
- 若草物語（1964年） - 山本和雄
- 現代悪党仁義（1965年） - トビ健
- 河内ぞろ あばれ凧（1965年） - 三太
- 処女喪失（1965年） - 八木
- 春婦伝（1965年） - 友田寛市
- 青春のお通り（1965年） - 早川虎二
- 東京は恋する（1965年） - 久
- 鉄火場仁義（1966年） - 源次
- 帰らざる波止場（1966年） - イカレ息子
- 暗黒航路（1966年） - サブ
- 夜霧よ今夜も有難う（1967年） - 関口
- 赤木圭一郎は生きている 激流に生きる男（1967年）- 本人出演
- わが命の歌 艶歌（1968年） - 流しの男
- 野獣を消せ（1969年） - 丸木
- 昇り竜 鉄火肌（1969年） - 稔
- 夜の最前線 東京女地図（1969年） - サブ
- やくざ非情史 刑務所兄弟（1969年） - ロク
- 盛り場仁義（1970年） - スッポン松
- 残酷おんな情死（1970年） - 六本木族の男
- 喜劇 女もつらいわ（1970年） - 六平
- あしたのジョー（1970年） - 黒姫会兄貴分
- 男の世界（1971年）- 北見
- 関東破門状（1971年） - 健（中桐組組員）
- 喜劇 男の顔は人生よ（1971年） - 森安
- 高校生無頼控（1972年、東宝） - カメラ助手

### テレビドラマ
- お嫁さん 第1シリーズ 第21話（1966年、CX / 日活）
- 伝七捕物帳 第4話「親不孝だよ」（1968年、ABC）
- 喧嘩太郎（1968年、MBS / 日活）
- 特別機動捜査隊（NET / 東映）
  - 第388話「空から来た男」（1969年）
  - 第430話「明日からはひとり」（1970年） - 斉村
  - 第437話「恋の終着駅」（1970年）
  - 第453話「狙え! 事件記者」（1970年） - 相良
  - 第472話「南紀州を張込め」（1970年） - 寛ちゃん
  - 第475話「限りなき逃亡」（1970年） - 山中
  - 第503話「純愛の海」（1971年） - 水谷
  - 第514話「三船刑事を殺せ」（1971年） - 伊勢
  - 第529話「日本の悲劇」（1972年） - 大林
  - 第578話「大利根慕情」（1972年） - 団
  - 第592話「霧の中の焼死体」（1973年） - 原島
  - 第686話「陽のあたらない坂道」（1974年） - 岡本
- タケダアワー / 柔道一直線（1969年、TBS / 東映） - 与太者
- 五番目の刑事（NET / 東映）
  - 第1話「真昼のアスファルト」（1969年） - ケン
  - 第7話「復讐のガンまん」（1969年） - ケン
  - 第8話「その玩具に手を出すな」（1969年） - ケン
  - 第16話「地獄への片道切符」（1970年） - ケン
  - 第18話「燃えろ! 悪魔の女」（1970年） - ケン
  - 第19話「夜霧よ、私にキスして」（1970年） - サブ
  - 第21話「さらば、白銀の荒野」（1970年） - ケン
- 新平四郎危機一発 第17話「愛と悲しみの町」（1970年、TBS / 国際放映 / 東宝）
- 夫よ男よ強くなれ 第19話「婿に来たいの!?」（1970年、NET / 東宝）
- プレイガール（12ch / 東映）
  - 第80話「女をひと皮むいたとき」（1970年） - 東山
  - 第94話「恋の長崎殺人事件」（1971年） - 田村
  - 第129話「凄さ世界一の女」（1971年） - 北見
  - 第152話「女の寝業師」（1972年） - 郷原
  - 第202話「強くあれ! 汝の敵は男なり」（1973年） - 大和田
  - 第240話「裸の女にゃ刺がある」（1973年） - 相原
- 大江戸捜査網 第1シリーズ 第18話「男度胸の血が燃える」（1971年、12ch / 金剛プロダクション）
- ターゲットメン 第3話「消えた360億円」（1971年、NET / 東映）
- 半七捕物帳 第4話（1971年、NET / 東映）
- 荒野の素浪人 第1シリーズ（1972年、NET / 三船プロダクション）
  - 第3話「必殺 帰らざる街道」
  - 第34話「脱走 火攻めの死刑台」
- 弥次喜多隠密道中 第20話「危うし! 越前」（1972年、NTV / 歌舞伎座テレビ室）
- シークレット部隊 第3話「女子高校生の禁じられた遊び」（1972年、TBS / 大映テレビ）
- ブラザー劇場 / 刑事くん 第1部 第35話「ちいさな恋」（1972年、TBS / 東映）
- 青春をつっ走れ 第15話「恋のためならそれでもいいさ!」（1972年、CX / 松竹）-倉持先生
- 変身忍者 嵐 第14話「血ぐるま怪人集団! 総攻撃!!」（1972年、MBS / 東映） - 村人（人喰いガラス人間態）
- 太陽にほえろ!（NTV / 東宝）
  - 第11話「愛すればこそ」（1972年）
  - 第40話「淋しがり屋の子猫ちゃん」（1973年）
- 仮面ライダーV3 第11話「悪魔の爪がV3をねらう!!」（1973年、MBS / 東映） - 中原博士[7]
- 旅人異三郎 第16話「過ぎし日の面影が宿場に散った」（1973年、12ch / 三船プロダクション） - 安
- 狼・無頼控 第13話「黄金の洞穴」（1973年、MBS / 映像京都）
- 電撃!!ストラダ5 第4話「替玉野郎を地獄へ送れ!」（1974年、NET / 萬年社・日活） - 東京ナンバー4

## ディスコグラフィ
シングルレコード
- イカレちゃった／ジャック・アンド・ベティ（1962年 テイチク NS-611） - 田代みどりとデュエット
- 泣きたいときは（1963年 コダマ KX-1004） - ソノシート、牧紀子「灯りを消して眠るとき」とカップリング